# Marc Postumi Albí Regil·lensis
Marc Postumi Albí Regil·lensis (llatí: Marcus Postumius A. f. A. n. Albinus Regillensis) va ser censor l'any 403 aC. Era membre dels Postumi Albí, la branca principal d'origen patrici de la gens Postúmia.
Titus Livi diu erròniament que va ser tribú consolar juntament amb Marc Furi Camil, però els Fasti diuen que aquell any era censor. Durant el seu mandat es va decretar un impost especial als homes que es mantinguessin solters fins edat avançada.